# Robert P. Sharp
Robert Phillip Sharp (* 24. Juni 1911 in Oxnard, Kalifornien; † 25. Mai 2004 in Santa Barbara, Kalifornien) war ein US-amerikanischer Geologe. Er war Professor am Caltech, dessen Fakultät für Geologie er 1952 bis 1968 leitete.
Sharp studierte am Caltech, wo er als Student Quarterback im American Football war. 1938 promovierte er an der Harvard University in Geologie. Im Zweiten Weltkrieg unternahm er Feldstudien auf den Aleuten, wo er offiziell Polarkleidung testete. Er war kurz Assistant Professor an der University of Michigan, bevor er ab 1952 am Caltech lehrte. 1979 wurde er emeritiert.
Er befasste sich besonders mit Geomorphologie von Gletschern, der Geologie der Basin and Range Province in Kalifornien und war Experte für Sanddünen. Außerdem sorgte er für die Etablierung planetarer Geologie am Caltech und forschte selbst als Teammitglied der ersten Mars-Missionen der NASA.
1977 erhielt er die  Penrose-Medaille. 1989 erhielt er die National Medal of Science. 2012 wurde Mount Sharp auf dem Mars nach ihm benannt. Darüber hinaus trägt seit 1961 der Sharp-Gletscher in der Antarktis seinen Namen.
1971 wurde Sharp in die American Academy of Arts and Sciences gewählt, 1973 in die National Academy of Sciences.